# Henryk Tomaszewicz
Henryk Tomaszewicz (ur. 10 października 1942 w Sanguniszkach k. Mejszagoły) – polski hydrobotanik, naukowiec Uniwersytetu Warszawskiego.

## Życiorys
Studia na Wydziale Biologii i Nauk o Ziemi UW ukończył w 1966, stopień doktora uzyskał w 1972, doktora habilitowanego w 1978, a stanowisko profesora nadzwyczajnego w 1991. W latach 90. XX w. kierownik Zakładu Fitogeografii UW  (Wydział Biologii Uniwersytetu Warszawskiego). Przez wiele lat kierownik Stacji Terenowej Uniwersytetu Warszawskiego w Sajzach. Był członkiem Państwowej Rady Ochrony Przyrody. Mąż dr Grażyny Tomaszewicz – również hydrobotaniczki.

## Aktywność naukowa

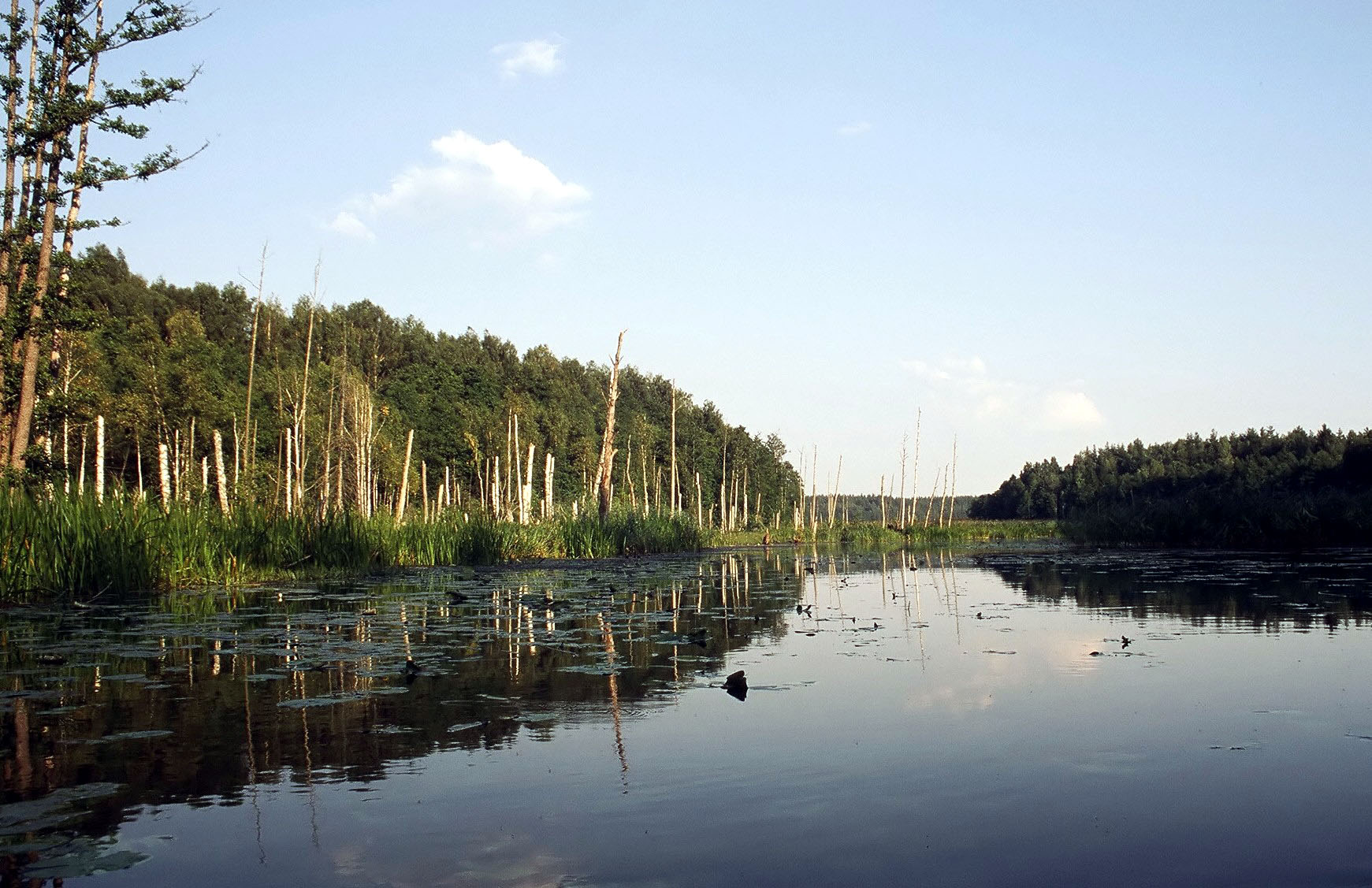
Dolina Rospudy

Autor i współautor kilkudziesięciu publikacji naukowych z zakresu ekologii i botaniki. Specjalizuje się w ekologii makrofitów, zwłaszcza w zakresie fitosocjologii i hydrochemii. Wieloletni członek Polskiego Towarzystwa Botanicznego. We wczesnych badaniach poddał weryfikacji fitosocjologiczne ujęcie zbiorowisk hydrofitów według szkoły francusko-szwajcarskiej dominującej w środkowoeuropejskiej syntaksonomii roślinności lądowej, propagując utożsamianie gatunku charakterystycznego z dominantem. Jego podejście zostało zaakceptowane w polskiej fitosocjologii. Następnie zajmował się bioindykacyjną wartością zbiorowisk makrofitów. W czasie konfliktu wokół budowy trasy Via Baltica, wbrew oficjalnemu stanowisku Rady Wydziału Biologii UW, poparł stanowisko ówczesnego rządu, który optował za poprowadzeniem trasy przez dolinę Rospudy, co spotkało się z krytyką środowiska naukowego, w tym kierownictwa jednostki, w której jest zatrudniony (Zakładu Botaniki Środowiskowej, Instytutu Botaniki i Wydziału Biologii UW). W wyniku dyskusji, jaka się wywiązała w związku ze zdaniem Henryka Tomaszewicza, obok zarzutów merytorycznych, podniesiono kwestie formalne, gdyż Tomaszewicz w mediach przedstawiany był niezgodnie z prawdą jako kierownik Zakładu Botaniki Środowiskowej (co sugerowało, że jego stanowisko reprezentuje opinię całej jednostki naukowej) oraz jako specjalista od torfowisk rospudzkich, mimo że w rzeczywistości zajmuje się przede wszystkim roślinnością jeziorną.

## Nagrody i odznaczenia
- Nagroda Ministra Edukacji Naukowej (1980)
- Krzyż Kawalerski Orderu Odrodzenia Polski

## Wybrane publikacje
- Henryk Tomaszewicz: Roślinność wodna i szuwarowa Polski : (klasy Lemnetea, Charetea, Potamogetonetea, Phragmitetea) wg stanu zbadania na rok 1975. Warszawa: Wydawnictwa Uniwersytetu Warszawskiego, 1979, seria: Rozprawy Uniwersytetu Warszawskiego = Dissertationes Universitatis Varsoviensis, 0509-7177. ISBN 83-00-01088-2. Brak numerów stron w książce
- Zbigniew Podbielkowski, Henryk Tomaszewicz: Zarys hydrobotaniki. Warszawa: Wydawnictwo Naukowe PWN, 1982. ISBN 83-01-00566-1. Brak numerów stron w książce